# Horváth József (színművész, ?–1830)
Kocsi Horváth József (18. század – Kolozsvár, 1830.) hősszínész, rendező, színigazgató, fordító.

## Életútja
Születési helye és ideje ismeretlen. Kolozsvárt mint tanuló lépett a szinészi pályára. 1808-ban, továbbá 1809–1810-ben Kolozsvárt működött. Ezután 1817-től Debrecenben, Székesfehérvárott, Pakson, Baján, Vácott játszott. 1818-ban a székesfehérvári társulat alapító tagja, 1821–1824 között ugyanitt aligazgató. 1824. május 1-én ugyanott Komlóssy Ferenccel társult. 1825-ben Pozsonyban »Nemzeti Színjátszó Társaság« címen vezeti társaságát, az országgyűlésre küldött együttes aligazgatója volt. 1827-ben Komlóssy lemondott a társaság igazgatóságáról és Horváth egyedül vezette azt Komáromba, ahol megbukott. Innét Kassára készült, de ott már akkor Bartha Jánost szerződtették, tehát innen is kimaradt, ment tehát tovább Erdélybe. 1827-ben Győrött színigazgató, 1828-ban a Dunántúlon járt. Ujfalusyval szövetkezve igazgatott egy társulatot, mely 1829. október 1-jén a kolozsváriba olvadt, az ottani színház vette át. Itt szerencsétlen esés következtében lábát törte, úgy, hogy csak mint súgót alkalmazhatták. Jeles hős és apa-szinész volt; szép termete és méltósággal teljes játéka levén, kedvelt egyéniség volt a színpadon; szerepét mindig tudta, de heves természete miatt társaival nem egyszer összekoccant. Neje Hetyei Eszter, színésznő, aki férje halála után egy ideig tengődött, majd nemsokára követte őt a sírba.

## Fontosabb szerepei
- Rolla (Kotzebue: A nap szüze, Rolla halála)
- Antonius (Kotzebue: Octavia)
- Hugo (Müllner: A bűn)
- Zrínyi (Körner)
- Bebek Zsigmond (Kisfaludy Károly: A tatárok Magyarországon)
- Bors Gyula (Kisfaludy Károly: Ilka)
- Demeter (Kisfaludy Károly: Stibor vajda)

## Színműfordításai
- »Inéz de Castro«, szomorúj. 5 felv. Kolozsvár, 1794. márciusban adták.
- »Újholdvasárnapi gyermek«, érzékeny játék 2 felv. Perinet Joachim után. Bem. 1809. júl. 19.
- »Kincsásó«, énekes játék 2 felv. Írta Seyfried és Mehul, Pest. 1809. aug. 23.
- »Parola«. (Ford. Spies után.)

## Eredeti műve
- »Batthyány és fia«.